# Argeo I di Macedonia
Argeo I di Macedonia (in greco antico: Ἀργαῖος Αʹ ὁ Μακεδών?), (VII secolo a.C. – VII secolo a.C.) fu re di Macedonia della dinastia argeade, dal 678 al 640 a.C..
Succedette al trono di suo padre Perdicca I e, secondo la testimonianza di Eusebio di Cesarea, regnò per 31 anni. Argeo lasciò come suo successore il figlio Filippo I.
Diede il nome alla dinastia argeade, la prima dinastia dei re di Macedonia.